# Francesco Coccopalmerio
Francesco Coccopalmerio (ur. 6 marca 1938 w San Giuliano Milanese) – włoski duchowny rzymskokatolicki, doktor obojga praw, biskup pomocniczy Mediolanu w latach 1993–2007, przewodniczący Papieskiej Rady ds. Tekstów Prawnych w latach 2007–2018, kardynał od 2012 (najpierw w stopniu diakona, w 2022 promowany do stopnia prezbitera).

## Życiorys
Po ukończeniu seminarium duchownego w Mediolanie 28 czerwca 1962 otrzymał święcenia kapłańskie z rąk kardynała Giovanniego Battisty Montini ówczesnego arcybiskupa Mediolanu, późniejszego papieża Pawła VI. Po święceniach został wykładowcą niższego seminarium w Masnago, zaś rok później rozpoczął studia w Rzymie. Po powrocie do Mediolanu został pracownikiem adwokatury diecezjalnej oraz wykładowcą na Wydziale Teologicznym Północnych Włoch. W latach 1980–1994 archidiecezjalny adwokat generalny, zaś w latach 1985–1993 prowkariusz generalny.
8 kwietnia 1993 został mianowany przez Jana Pawła II biskupem pomocniczym archidiecezji mediolańskiej oraz biskupem tytularnym diecezji Coeliana. Sakry biskupiej 22 maja 1993 udzielił mu arcybiskup Mediolanu – kard. Carlo Maria Martini. Po sakrze został wikariuszem biskupim ds. kultury i katolickich centrów kulturalnych.
15 lutego 2007 Benedykt XVI mianował przewodniczącym Papieskiej Rady ds. Tekstów Prawnych – urzędu zajmującego się interpretacją prawa kanonicznego. 6 stycznia 2012 ogłoszona została jego kreacja kardynalska, której papież Benedykt XVI dokonał oficjalnie na konsystorzu w dniu 18 lutego 2012.
22 grudnia 2012 mianowany przez Benedykta XVI członkiem Kongregacji Spraw Kanonizacyjnych.
Brał udział w konklawe 2013, które wybrało papieża Franciszka.
Z funkcji przewodniczącego dykasterii ds. tekstów prawnych ustąpił 7 kwietnia 2018, o czym poinformował biuletyn watykański.
4 marca 2022 papież Franciszek promował go do rangi kardynała prezbitera z zachowaniem dotychczasowej diakonii na zasadzie pro hac vice.